# Salezjańskie Szkoły Muzyczne w Lutomiersku
Salezjańskie Szkoły Muzyczne w Lutomiersku - prywatny ośrodek kształcenia muzycznego składający się z ogólnokształcącej szkoły muzycznej II stopnia i szkoły muzycznej II stopnia – szkoły organistowskiej, prowadzony przez Towarzystwo Salezjańskie.

## Charakterystyka
Szkoła kształci uczniów w systemie cztero- i sześcioletnim. Program kształcenia obejmuje przedmioty ogólnokształcące, umożliwiające uzyskanie matury, a także przedmioty muzyczne - te same, które obowiązują uczniów szkół muzycznych II stopnia na wydziale instrumentalnym w klasie organów, oraz grupę przedmiotów dotyczących wykonawstwa muzyki kościelnej. Absolwenci otrzymują państwowy dyplom ukończenia Szkoły Muzycznej II stopnia oraz dyplom organisty uprawniający do podjęcia pracy na stanowisku Organisty Kościelnego.
Przy szkole działa orkiestra oraz od 1998 roku chór męski.
Szkoła mieści się w barokowym zespole klasztornym pofranciszkańskim z połowy XVII w. (nr rej.: 37 z 28.08.1967).

## Historia
Pierwszą szkołą muzyczną w Lutomiersku była założona w 1996 roku Ogólnokształcąca Szkoła Muzyczna II Stopnia. Szkoła jest kontynuacją Salezjańskiej Szkoły Organistowskiej w Przemyślu, która została założona w roku 1916 przez ks. Antoniego Chlondowskiego i istniała, z przerwą w latach okupacji niemieckiej, do 1963 roku, w którym została zlikwidowana przez władze komunistyczne. 1 września 2004 roku rozpoczęła działalność Salezjańska Szkoła Muzyczna II stopnia - Szkoła Organistowska.
Od 2000 roku szkoła publikuje wydawnictwa fonograficzne z muzyką chóralną.
14 czerwca 2003 roku na terenie szkoły otwarta została stała ekspozycja ze zbiorów Muzeum Archeologicznego i Etnograficznego w Łodzi pt. "Najdawniejsze i dawne dzieje Lutomierska".
2 kwietnia 2009 spłonęło nieużywane poddasze klasztoru. Spaleniu uległo ok. 150-180 m² drewnianej konstrukcji pokrytego blachą dachu. Zniszczeniu lub uszkodzeniu uległy także pokoje mieszkalne, pomieszczenia, w których odbywają się zajęcia dydaktyczne oraz znajdujące się tam instrumenty muzyczne.